# Atahuallpa (província)
Atahuallpa é uma província da Bolívia localizada no departamento de Oruro, sua capital é a cidade de Sabaya.